# Carcoar
Carcoar is een plaats in de Australische deelstaat New South Wales en telt 400 inwoners (2006).